# Wilhelm Hensel

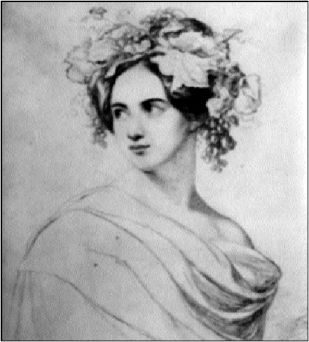
Portret Fanny Mendelssohn Bartholdy (jego późniejszej żony)

Wilhelm Hensel (ur. 6 lipca 1794 w Trebbinie, zm. 26 listopada 1861 w Berlinie) – niemiecki malarz i portrecista.

## Życiorys
Wilhelm Hensel był synem niemieckiego pastora Ludwika Hensela i Joanny Albertiny Trost. Jego młodsza siostra Luiza Maria Hensel była znaną pisarką. Początkowo uczył się pod kierunkiem ojca, następnie uczęszczał do szkoły w rodzinnym Trebbin. Mając 15 lat rozpoczął w 1809 studia na berlińskiej Bauakademie, ale przerwał je po kilku semestrach. W 1811 przeniósł się na Akademię Sztuk Pięknych. A. Frisch, nauczyciel anatomii i perspektywy umożliwił mu w tym samym roku udział w corocznej wystawie akademii. Praca Hensela „Chrystus na Górze Oliwnej” wzbudziła zadowolenie krytyków sztuki i została wyróżniona przez jury.
Wojny napoleońskie przerwały studia Hensela. W 1813 zgłosił się na ochotnika do armii. Do 1815 walczył między innymi w bitwie pod Budziszynem, w bitwie narodów pod Lipskiem. Był wielokrotnie ranny. Brał udział w marszu na Paryż i był na miejscu, gdy zawierano traktat paryski (1815). Pobyt w Paryżu wykorzystał także do zwiedzania zabytków, muzeów i zgłębiania wiedzy na temat sztuki.
Po powrocie do Berlina został przyjęty na dwór królewski jako nadworny malarz i portrecista. W 1821 pomagał przy organizacji ceremonii małżeńskiej cara Aleksandra I. Inspirowany poematem orientalnym „Lalla Rookh” Thomasa Moore (angielsko – irlandzkiego poety romantycznego) stworzył inscenizację, przedstawiającą gości zaproszonych na uroczystość. Przy tej okazji namalował dwanaście akwareli, które były rozpowszechniane w formie rycin. Jako że wesele zostało uznane za wyjątkowo udane, król Prus Fryderyk Wilhelm III Pruski przyznał Henselowi wysokie stypendium. Dzięki temu Hensel mógł między 1823 a 1828 pojechać do Rzymu. Studiował tam malarstwo klasyczne, interesując się szczególnie warsztatem artystycznym. Kopiował także dzieła Rafaela, w tym „Chrystusa i Samarytankę”.
Jesienią 1828 wrócił do Niemiec i osiadł w Berlinie. Dzięki koneksjom dworskim otrzymywał duże zamówienia, np. wraz z Heinrichem Dählingiem, Friedrichem Wilhelmem Schadow i Christianem Friedrichem Tieckem wykończenie teatru berlińskiego.
W 1829 ożenił się z Fanny Mendelssohn Bartholdy, córką bankiera Abrahama Mendelssohn Barholdy, siostry kompozytora Feliksa Mendelssohna-Bartholdy'ego. Miał jednego syna Sebastiana.
Hensel obracał się w wielu kręgach towarzyskich. Znał Juliusza Edwarda Hitziga, Adelberta von Chamisso, Helminę von Chezy, E.T.A. Hoffmanna, Ernsta von Houwalda, Fryderyka de la Motte Fouqué, Fryderyka Augusta von Staegemanna, Klemensa Brentano, Ferdynanda von Bülowa, braci Ernesta Ludwika i Ludwika Fryderyka Leopolda von Gerlach, Amalie von Helvig, Maxa von Schenkendorf i Wilhelma Müllera.
W 1829 Hensel został mianowany królewskim malarzem nadwornym i zasiadł we władzach Akademii Sztuk Pięknych. Polityczne zawirowania Wiosny Ludów w 1848 spowodowały, iż zaangażował się politycznie po stronie pruskiej partii konserwatywnej.

## Twórczość
Hensel zasłużył się przede wszystkim jako portrecista. Słabiej oddziaływały jego obrazy, głównie religijne i historyczne, jak np. „Chrystus na pustyni”. Jego wczesne obrazy olejne powstawały pod wpływem nazareńczyków (Nazarener), czyli grupy malarzy austriackich i niemieckich, zrzeszonych w Bractwie Św. Łukasza (Lukasbund). Pozostawał pod wpływem Johanna Gottfrieda Schadowa. Sięgał również do motywów antycznych. Jego dzieła stoją tematycznie pod znakiem romatyzującego realizmu. Najbardziej znane są tworzone przez niego portrety. Przygotowywane z fotograficzną dokładnością, nie traciły nic ze swej delikatności. Hensel upatrywał w portretowaniu przede wszystkim dokumentowanie postaci, a nie możliwość artystycznego wyrazu. Pozostawił po sobie ponad tysiąc portretów (szczególnie ołówkowych) współczesnych mu osobistości Berlina okresu romantyzmu. Przygotowywał także akwaforty na zamówienie. Sporządził ilustracje do dzieł Johanna Ludwiga Tiecka „Genoveva” oraz „Phantasus”. E.T.A. Hoffmann opisał Hensela w opowiadaniu „Die Brautwahl”, pod postacią malarza Lehsena.

## Dzieła literackie
- „Bundesblüten”, Berlin 1816.
- „Ritter Haus (komedia).

## Dzieła malarskie
- „Chrystus na Górze Oliwnej"
- „Chrystus i Samarytanka"
- „Vittoria Caldoni von Albano przed klasztorem"
- „Chrystus na pustyni"
- „Włoscy wieśniacy przy antycznej fontannie"
- „Mirjam prowadząca korowód dziewcząt"
- „Chrystus przed Piłatem"
- „Herzog von Braunschweig przed bitwą pod Quatre – Bras na balu w Brukseli"

## Źródła polskie
- „Wielka Ilustrowana Encyklopedia Powszechna Wydawnictwa Gutenberga”, t. 4, reprint, wyd. Kurpisz, Poznań 1995.

## Źródła niemieckie
- Cécile Lowenthal-Hensel, Jutta Arnold, „Wilhelm Hensel, Maler und Porträtist 1794-1861. Ein Beitrag zur Kulturgeschichte des 19. Jahrhunderts”, Berlin 2004.
- Cécile Lowenthal-Hensel, „Europa im Porträt. Zeichnungen von Wilhelm Hensel (1794-1861)”, Berlin 2005.
- Fanny Hensel, „Tagebücher”, oprac. Hans-Günter Klein i Rudolf Elvers, Wiesbaden 2002.
- Sebastian Hensel, „Die Familie Mendelssohn 1729–1847. Nach Briefen und Tagebüchern”, Berlin 1908.